# 7. SS-Freiwilligen-Gebirgs-Division Prinz Eugen
De 7. SS-Freiwilligen-Gebirgs-Division Prinz Eugen was een divisie van de Waffen-SS. De eenheid had haar oorsprong in maart 1942 en gaf zich op 11 mei 1945 over aan Joegoslavische partizanen.
Gedurende het grootste deel van haar bestaan heeft de divisie op de Balkan gediend. In april 1945 werd de divisie overgeplaatst naar Oostenrijk waar ze tijdens de rest van de oorlog verbleef.
Het embleem van de divisie was een odal rune, die oorspronkelijk ‘geërfd eigendom’ betekende en door de nazi’s gebruikt werd in verband met hun "bloed en bodem"-theorieën.

## Geschiedenis

### Oprichting en formatie
De 7. SS-Freiwilligen-Gebirgs-Division Prinz Eugen werd in oorsprong gevormd in maart 1942, uit Volksduitsers uit de Kroatische en Servische gebieden van Joegoslavië. Ook uit Hongarije en Roemenië kwamen vrijwilligers om in de divisie te dienen. De eerste lichting van de divisie bestond vrijwel volledig uit vrijwilligers, maar dit veranderde naarmate de oorlog vorderde en mannen in dienst werden gedwongen.
De divisie werd genoemd naar Prins Eugène van Savoye, een commandant van de Heilig Roomse Keizer Leopold I. Hij vocht als commandant verschillende slagen uit in de Balkan, en wegens deze link verkreeg de divisie haar naam.
In juni 1942 bestond de divisie uit 21.500 soldaten en werd ze bewapend met buitgemaakte wapens en tanks: vooral Tsjechische machinegeweren en Franse lichte tanks. Na haar formatie werd de divisie naar Joegoslavië gestuurd om het daar in de bergachtige gebieden op te nemen tegen de partizanen.

### Wapenfeiten in de periode 1942-1945
In oktober 1942 kwam Prinz Eugen voor het eerst in actie nabij de Servisch-Montenegrijnse grens, ten oosten van de Ibar. Na deze actie werd de divisie overgeplaatst naar het gebied rond Zagreb, waar ze deelnam aan Fall Weiss I. Net zoals vele andere Duitse offensieven tegen de partizanen van Josip Tito liep het offensief op een sisser af: de partizanen slaagden er telkens in om de hoofdaanval van de As-mogendheden te ontwijken. Aangezien de doelen niet waren gehaald, werd op 25 februari 1943 begonnen met Fall Weiss II, maar ook dit offensief kon geen succes genoemd worden. Operatie Wit III stond gepland, maar werd uiteindelijk afgelast.
In mei nam de 7e SS-Gebirgs-Division deel aan Fall Schwarz, tegen de Servische partizanen in Montenegro en Herzegovina. Dit offensief verliep voorspoediger dan de voorgaande acties tegen de partizanen en de rebellen moesten zich terugtrekken naar Servië. Na de oorlog werd de divisie beschuldigd van verscheidene oorlogsmisdaden tijdens operatie Zwart.
Enkele maanden later, in augustus, werd Prinz Eugen overgeplaatst naar het Duitse XVe Gebirgs-Armeekorps en naar de Dalmatische kust gezonden. Na de wapenstilstand tussen Italië en de Geallieerden hielp de divisie daar de Italiaanse troepen te ontwapenen. Vervolgens kreeg Prinz Eugen bevel om verschillende eilanden, met name Hvar, Brač en Korcula, eveneens als het schiereiland Pelješac te beveiligen.
De divisie werd opnieuw overgeplaatst, nu naar het Ve SS Freiwilligen-Gebirgs-Korps, en nam deel aan operatie Kugelblitz en operatie Schneesturm, gericht tegen de partizanen van Tito. Opnieuw konden de partizanen ontkomen. De volgende maand werd de divisie uit de strijd gehaald en naar Split overgebracht, waar ze een extra opleiding kregen. Deze periode duurde twee maanden en in maart 1944 nam Prinz Eugen terug haar positie in om deel te nemen aan verdere acties tegen de partizanen, zoals operatie Meibaum in april.
In mei 1944 ondernam Prinz Eugen samen met SS-Fallschirmjäger-Batallion 500, het 1. Brandenburg Regiment en massale ondersteuning van de Luftwaffe een aanval op het tijdelijke hoofdkwartier van Tito nabij de stad Drvar. Het doel van de aanval was om Tito gevangen te nemen of te doden. De operatie mislukte en Tito wist te ontsnappen. Van mei tot juli nam de divisie deel aan haar laatste operaties tegen de partizanen. Vanaf augustus werd Prinz Eugen in de strijd geworpen tegen de oprukkende Sovjets. De divisie leed daarbij zware verliezen. Op 21 september verloor de divisie haar eerste commandant, SS-Obergruppenführer Artur Phleps.
In november 1944 nam de 7e SS Freiwilligen-Division deel aan een cruciale actie in Macedonië. Samen met de 13. Waffen-Gebirgs-Division der SS Handschar (kroatische Nr. 1) en de overblijfselen van de 23. Waffen-Grenadier-Division der SS Kama (kroatische Nr. 2) en 21. Waffen-Gebirgs-Division der SS Skanderbeg (albanische Nr. 1), wist Prinz Eugen een corridor tot stand te brengen tussen 350.000 Duitse soldaten die terugtrokken uit Griekenland en de Duitse linies in Macedonië. De divisie kwam zwaar gehavend uit de strijd, maar de operatie was een succes. SS-Kavallerie-Abteilung 7 werd wegens te weinig manschappen ontbonden en de overblijfselen van de Gebirgs-Division Skanderbeg werden opgenomen in SS Freiwilligen-Gebirgs-Regiment 17 van Prinz Eugen. Vanaf dan vocht de divisie in de achterhoede van de terugtrekkende Duitse troepen uit Joegoslavië.
In januari werd er nog hevig gevochten tussen de divisie en eenheden van de Sovjets en de partizanen van Tito nabij Otok en Vukovar. In april bereikte Prinz Eugen Kroatië. Daar kreeg de divisie bevel om stand te houden bij Karlovac tot 2 mei 1945. Na die datum trok de divisie zich verder terug, in de hoop de geallieerde linies te bereiken en zich niet te hoeven overgeven aan de Sovjets of de partizanen. Op 10 mei werd Celje in Slovenië bereikt, maar het was te laat. Een dag later gaf de divisie zich over aan eenheden van de partizanen.

## Bekende oorlogsmisdaden
Een bataljon van de divisie heeft deelgenomen aan wraakacties op de dorpen Dorfer Otok, Cornji, Ruda en Dolac Delnji in Dalmatië. Deze acties leverden uiteindelijk 834 doden op.
Sonderkommando Bothmann (ook bekend als Sonderkommando Lange), verantwoordelijk voor moordpartijen in vernietigingskamp Chełmno, werd in april 1943 overgeplaatst naar de divisie.

## Commandanten
| Commandant                          | Begindatum      | Einddatum       |
| ----------------------------------- | --------------- | --------------- |
| SS-Obergruppenführer Arthur Phelps  | 30 januari 1942 | 15 mei 1943     |
| SS-Brigadeführer Carl von Oberkamp  | 15 mei 1943     | 30 januari 1944 |
| SS-Brigadeführer Otto Kumm          | 30 januari 1944 | 20 januari 1945 |
| SS-Brigadeführer August Schmidhuber | 20 januari 1945 | 11 mei 1945     |

#### Stafchefs[1]
| Rang                | Naam                   | Begin        | Eind          | Opmerking                      |
| ------------------- | ---------------------- | ------------ | ------------- | ------------------------------ |
| SS-Hauptsturmführer | Erich Eberhardt        | Maart 1942   | Juni 1943     |                                |
| SS-Sturmbannführer  | Herbert Wachsmann      | Juni 1943    | Augustus 1944 | Gesneuveld op 16 oktober 1944. |
| SS-Sturmbannführer  | Friedrich Christoph    | Januari 1945 | Maart 1945    |                                |
| SS-Sturmbannführer  | Josef Sepp Niedermayer | Maart 1945   | Mei 1945      |                                |

#### Quartiermeisters[1]
| Rang                | Naam           | Begin           | Eind            | Opmerking |
| ------------------- | -------------- | --------------- | --------------- | --------- |
| SS-Hauptsturmführer | Schmidt        | 1 maart 1942    | 2 juli 1943     |           |
| SS-Sturmbannführer  | Robert Zeller  | 2 juli 1943     | 22 oktober 1943 |           |
| SS-Hauptsturmführer | Fritz Greindl  | 22 oktober 1943 | 1 augustus 1944 |           |
| SS-Sturmbannführer  | Hannes Richter | 1 augustus 1944 | 1 maart 1945    |           |

## Samenstelling

### Mei 1942[5]
- SS-Gebirgsjäger-Regiment 1
  - 1 - 4 Gebirgs-Jäger-Bataillon
- SS Gebirgs-Jäger-Regiment 2
  - 1 - 4 Gebirgs-Jäger-Bataillon
- SS-Radfahr-Bataillon
- SS-Kavallerie-Abteilung
- SS-Panzer-Abteilung
- SS-Gebirgs-Artillerie-Regiment
  - Abteilungen 1 - 4
- SS-Pionier-Bataillon
- SS-Nachrichten-Abteilung
- SS-Gebirgs-Jäger-Ersatz-Bataillon
- Versorgungstruppen

### December 1942[6]
- SS-Gebirgs-Jäger-Regiment 1
  - 1 - 4 Gebirgs-Jäger-Bataillon
- SS Gebirgs-Jäger-Regiment 2
  - 1 - 4 Gebirgs-Jäger-Bataillon
- SS-Freiwilligen-Gebirgs-Artillerie-Regiment
  - Abteilungen 1 - 4
- SS-Freiwilligen-Gebirgs-Aufklärungs-Abteilung
- SS-Panzer-Abteilung
- SS-Panzerjäger-Abteilung
- SS-Gebirgs-Pionier-Bataillon
- SS-Gebirgs-Flak-Abteilung
- SS-Radfahr-Bataillon
- SS-Kavallerie-Abteilung
- SS-Gebirgs-Nachrichten-Abteilung
- SS-Gebirgs-Feldersatz-Bataillon
- SS-Sanitäts-Abteilung
- SS-Feldgendarmerie-Trupp 7
- SS-Freiwilligen-Gebirgs-Veterinär-Kompanie 7
- SS-Divisions-Versorgungs-Truppen

### 22 oktober 1943[6]
- SS-Freiwilligen-Gebirgs-Jäger-Regiment 13 "Artur Phleps"
  - 3 x Gebirgs-Jäger-Bataillon
- SS-Freiwilligen-Gebirgsjäger-Regiment 14 "Skanderberg"
  - 3 x Gebirgs-Jäger-Bataillon
- SS-Freiwilligen-Gebirgs-Artillerie-Regiment 7 
  - Abteilungen 1 - 4
- SS-Freiwilligen-Gebirgs-Aufklärungs-Abteilung (mot) 7
- SS-Panzer-Abteilung 7
- SS-Panzerjäger-Abteilung 7
- SS-Gebirgs-Pionier-Bataillon 7
- SS-Gebirgs-Flak-Abteilung 7
- SS-Radfahr-Bataillon 7
- SS-Kavallerie-Abteilung 7
- SS-Gebirgs-Nachrichten-Abteilung 7
- SS-Gebirgs-Feldersatz-Bataillon 7
- SS-Sanitäts-Abteilung 7
- SS-Feldgendarmerie-Trupp 7
- SS-Freiwilligen Gebirgs-Veterinär-Kompanie 7
- SS-Freiwilligen-Gebirgs-Kriegsberichter-Zug 7
- SS-Divisions-Versorgungs-Truppen 7

### 1944[7]
- SS-Freiwilligen-Gebirgs-Regiment 13 "Arthur Phelps"
  - 3 x Gebirgs-Jäger-Bataillon
- SS-Freiwilligen-Gebirgs-Regiment 14 "Skanderbeg"
  - 3 x Gebirgs-Jäger-Bataillon
- SS-Freiwilligen-Gebirgs-Artillerie-Regiment 7
  - Abteilungen 1 - 4
- SS-Freiwilligen-Gebirgs-Aufklarüngs-Abteilung 7
- SS-Panzer-Abteilung 7
- SS-Panzer-Aufklärungs-Zug
- SS-Gebirgs-Panzerjäger-Abteilung 7
- SS-Sturmgeschütz-Abteilung 7
- SS-Gebirgs-Pionier-Bataillon 7
- SS-Flak-Abteilung 7
- SS-Radfahr-Aufklarüngs-Abteilung 7
- SS-Kavallerie-Abteilung 7
- SS-Kradschützen-Bataillon 7
- SS-Gebirgs-Nachrichten-Abteilung 7
- SS-Feldersatz-Abteilung 7
- SS-Sanitäts-Abteilung 7
- SS-Freiwilligen-Gebirgs-Veterinär-Kompanie 7
- SS-Freiwilligen-Gebirgs-Kriegsberichter-Zug 7
- SS-Propaganda-Zug
- SS-Feldgendarmerie-Trupp 7
- SS-Werkstatt-Kompanie
- SS-Nachschub-Kompanie 7
- SS-Instandsetzung-Abteilung 7
- SS-Wirtschafts-Bataillon 7
- SS-Wehrgeologisches-Bataillon